# マーチャント計算機社

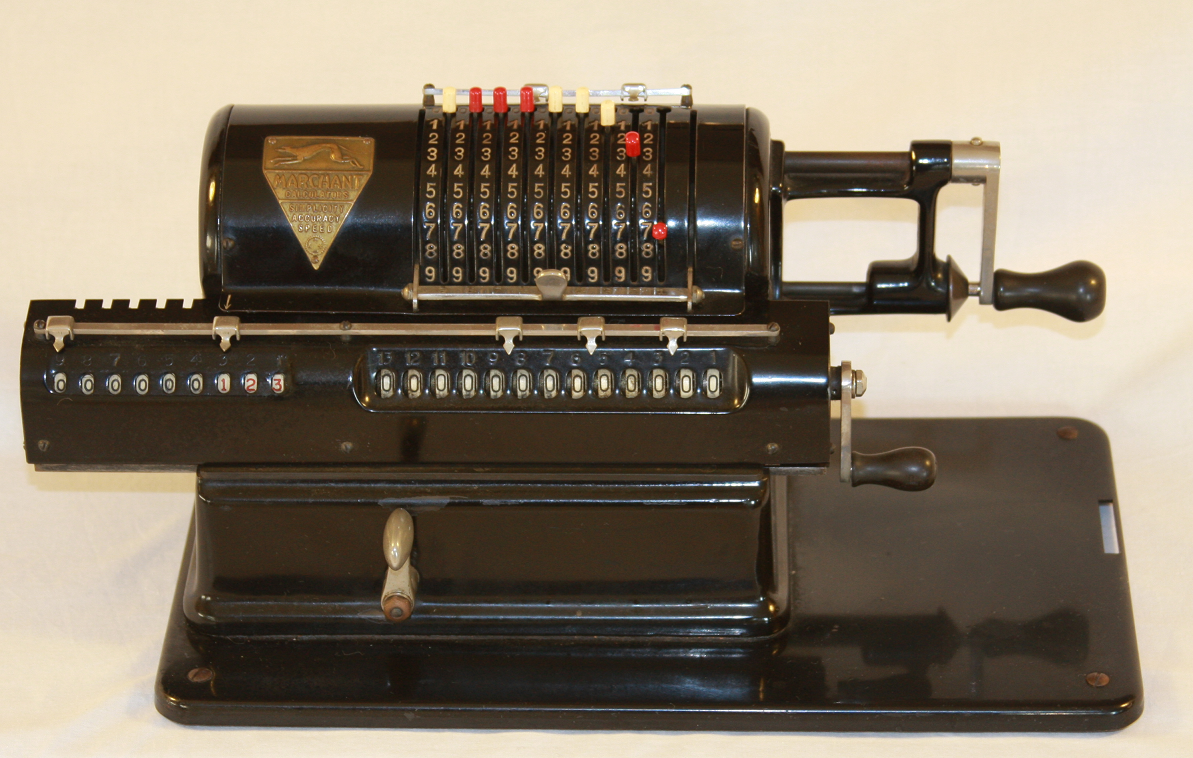
マーチャント XLA型計算機（フリーデン社のデザインを踏襲している）

マーチャント計算機社（英: The Marchant Calculating Machine Company）は1911年、カリフォルニア州オークランドに、ロドニーとアルフレッドのマーチャント兄弟によって設立された機械式計算機の会社である。

## 設立の経緯と歴史
当初は機械式計算機、後には電子機械式計算機を製造し、性能は高く評価されていた。最初のモデルはオドナー・アリスモメーターに似ていた。1918年、従業員のカール・フリーデンは、新モデルを設計して特許獲得へ挑戦した。 このモデルは大成功を収め、フリーデンは1934年に独立して会社を設立するまでチーフデザイナーを務めた。
1958年、同社は多角化のためにスミス・コロナ・タイプライター社に買収されSCMとなった同社は、1965年に電子計算機SCM Cogito 240SR（マンハッタン計画出身のスタン・フランケルが設計）を発表し、競争力を維持しようとしたが、経営はうまくいかなかった。
数年後には、より安価な電子計算機の登場により、SCMのビジネスは壊滅的な打撃を受け、1980年代半ばには、ワードプロセッサとして使われる安価なパーソナルコンピュータの登場により、タイプライタービジネスも壊滅的な打撃を受けた。

## 計算機の仕組み

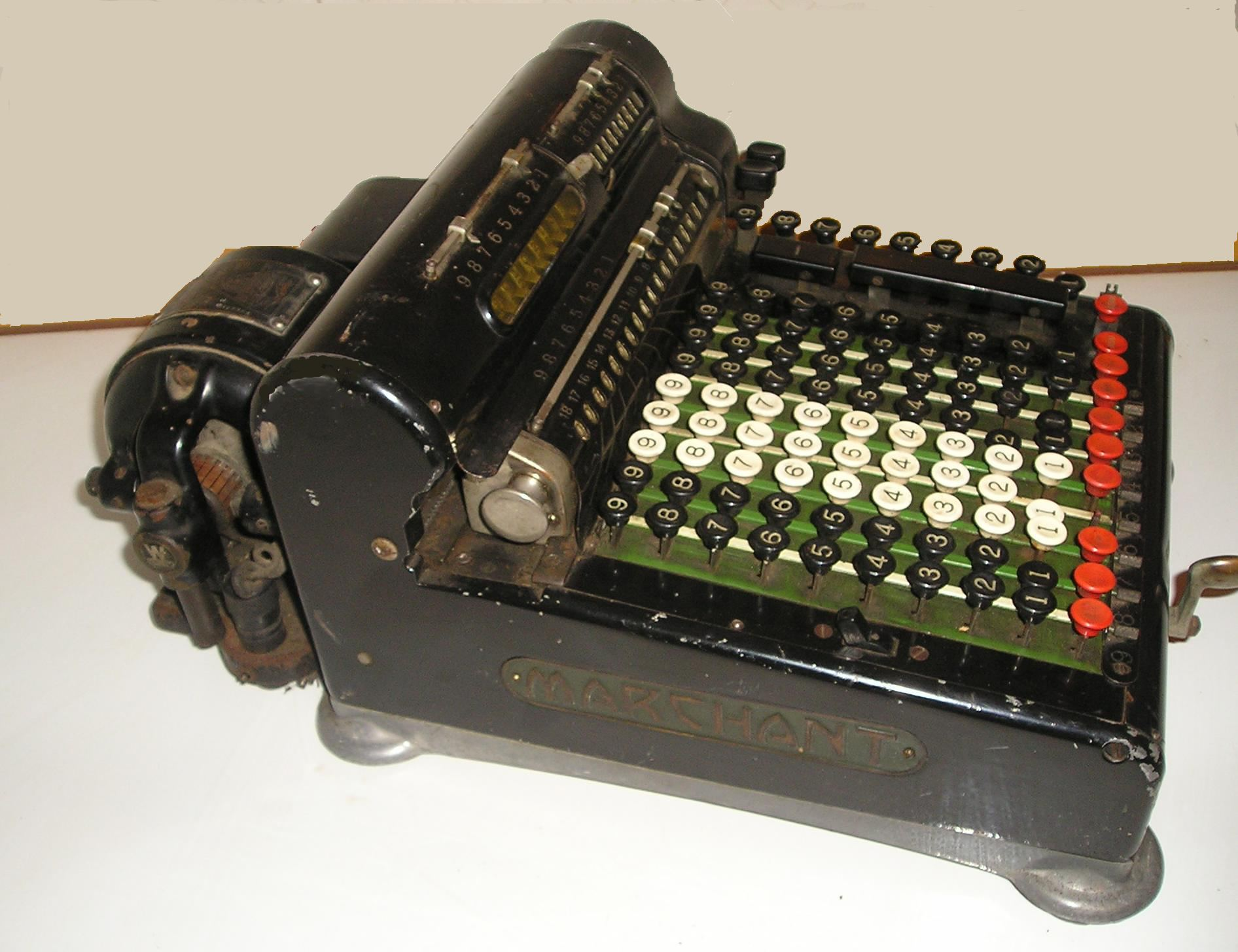
1920年代の EB-9

最初のマーチャント計算機は、後のサイレントスピード比例ギア機とは大きく異なり、1分間に1,300サイクルで動作する、この種のものとしては圧倒的に速いものであった。これらの機械は技術的に非常に興味深いものであり、初期のものよりもはるかによく知られている。その機械的設計は非常に珍しく、結果の表示ダイヤル（和、差、積）がキーボードの対応する列の数字に比例した速度で動くようになっていた。キーボードの「1」は最も遅く、「9」は最も速くダイヤルが動いた。このような機械は、ヨーロッパのメルセデス・ユークリッドしかなかったと思われる。

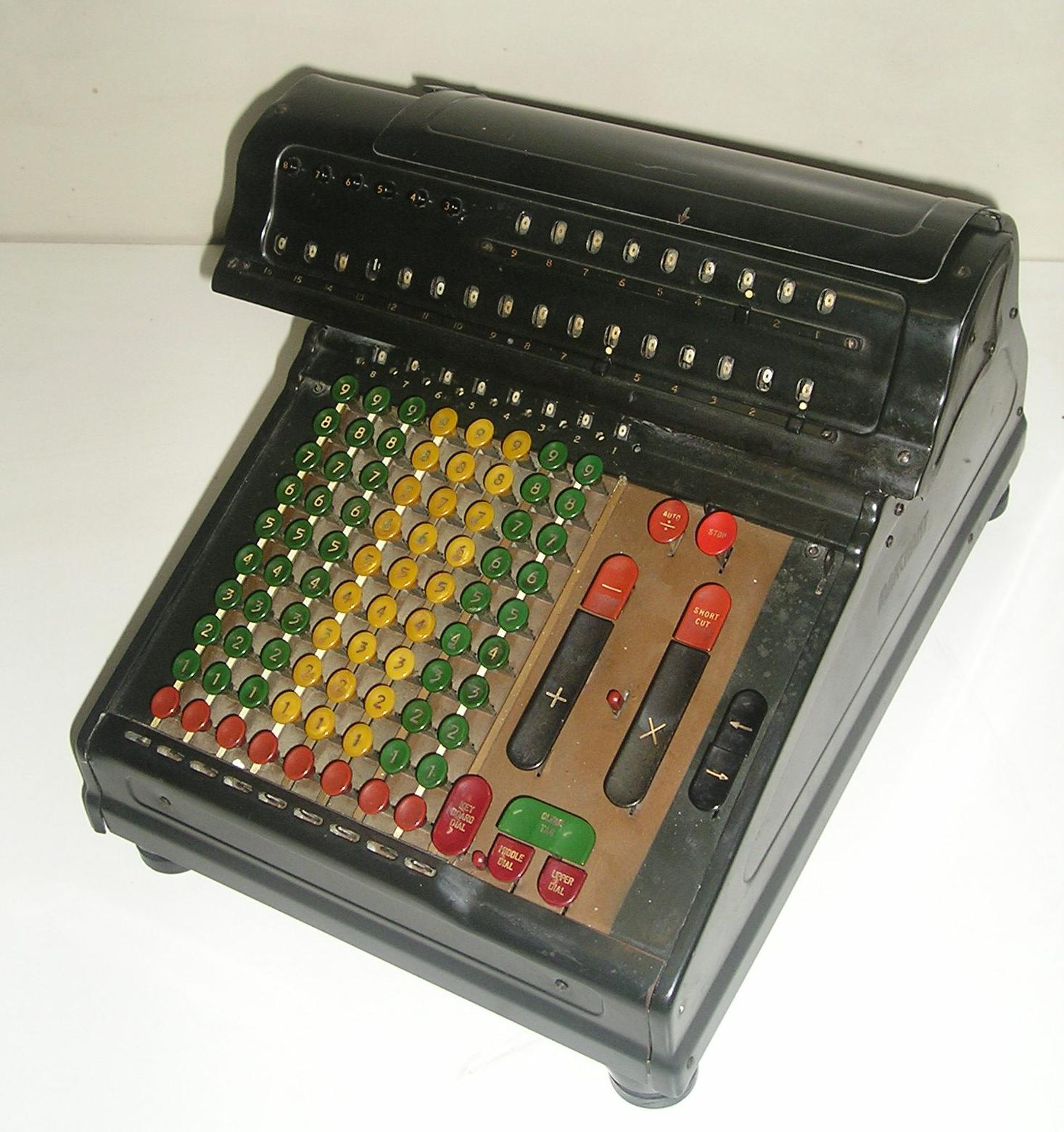
Silent Speed 8D

次の桁へのくり上げは、10:1のギア比によって行われた。これはおそらく計算機としてはユニークなことであった。乗算で積を求めるために連続した「加算」サイクルを実行している間、機構の多くは一定の速度で動いていた。他の機械式計算機はすべて、結果ダイヤルが1つの速度で動くだけで、その時間は異なり、大きな桁を入力するときは当然長くなる。素早くスタートし、一定の速度で動き、素早く停止する。(また、停止時の行き過ぎ桁滑り（コースティングと呼ばれる）を防止する機構も備えていた）。

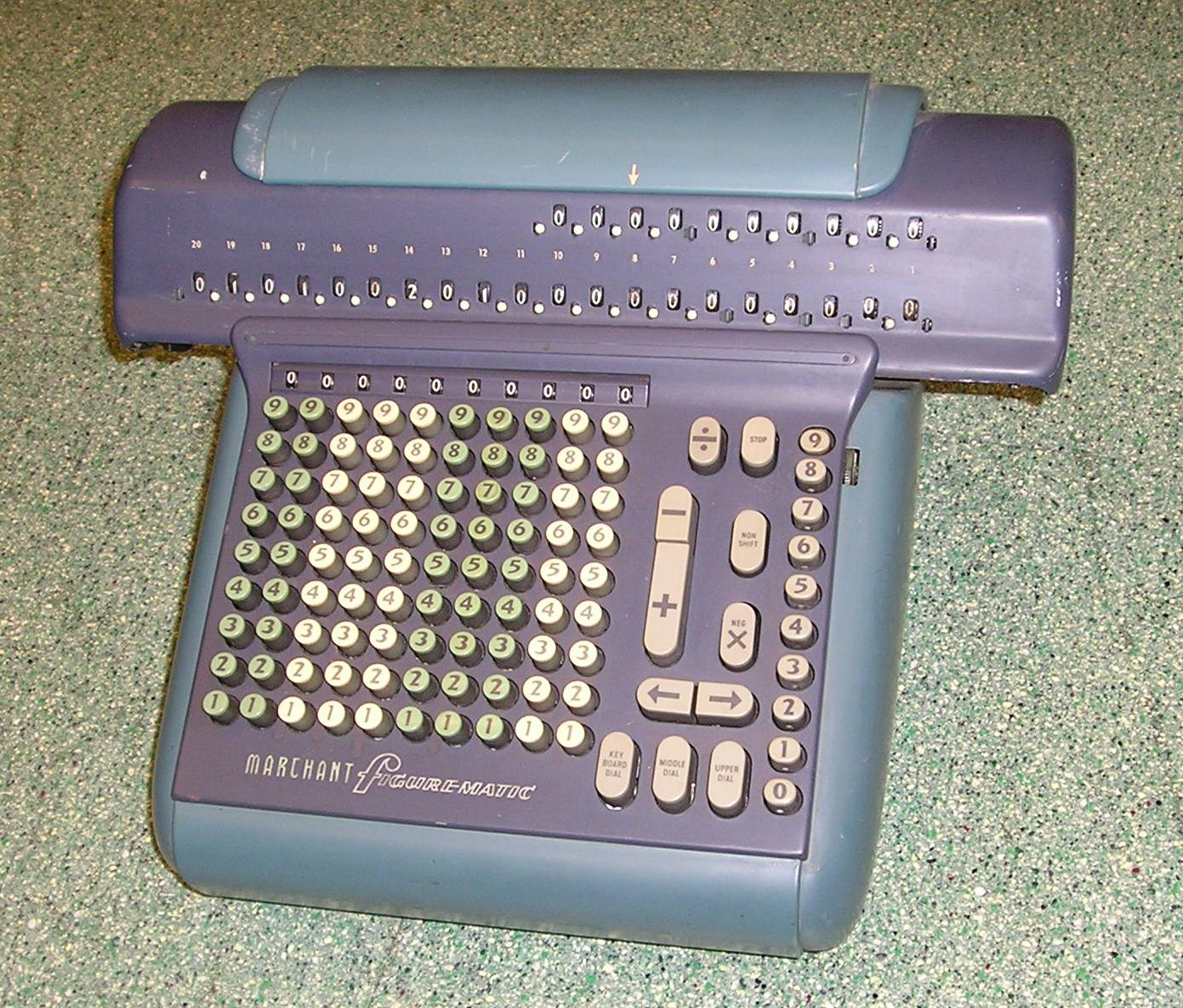
Figurematic (1950-52年に販売)

マーチャント計算機には、各桁に9速のプリセレクター・トランスミッションとでもいうべき機構が備わっていた。それが噛み合うと、その列の数字に比例した速度でダイヤルが動くのである。つまり、全部で数百個の歯車を搭載していることになる。
低次の桁からの繰り上げは、1つのダイヤルにつき1つの差動歯車を経由して入ってくる。キーボードの「+」を押し続けると、左隣の列（キーボードでは「0」）に、2つ、あるいは3つの高次の文字盤が期待通りの速度で動いているのが見える。
電力計でもこうした繰り上げがおこなわれ、その文字盤は時計の時針のように、右側の文字盤が例えば3と7の間などであれば、正しい桁を指そうとはしないものである。このようなズレは計算機の表示では許されないので、マーチャント計算機の文字盤にはそれぞれコンスタントリード（「カタツムリ」）カムが取り付けられており、このカムは、重要な部分を省略して、結果の文字盤を調整するために必要な移動量を決定する。この補正は、2つ目のスパーギア式ディファレンシャルによって行われたが、これも1つの文字盤に1つずつであった。
修理した計算機の中には、文字盤の位置が、おそらく3.6度ずれていて、組み立てたときに歯車のかみ合わせが悪くなっているものがあった。

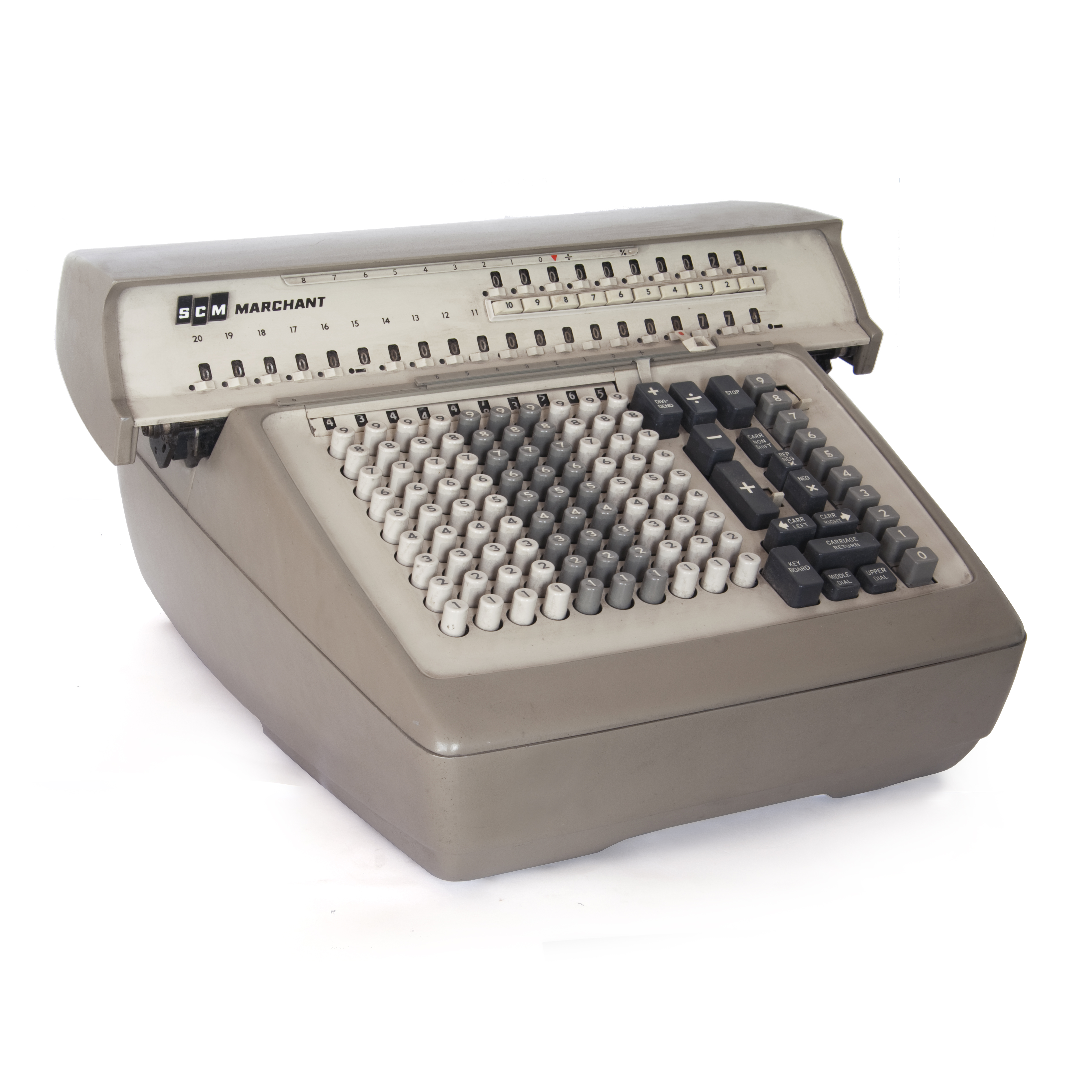
1960年代のSCM型

マーチャントの計算機は、内部が比較的シンプルなことで知られるフリーデン計算機社のSTWなどと比べると、非常に複雑な構造になっていた。マーチャントの制御機構の多くはキーの下にあり、レバー、リンク、ラッチなど約25の「層」があった。ドライブシャフトは3本あり、機構を横切って伸びている。他のほとんどの計算機は1本だけだった。
完全自動除算が可能な機械式計算機（当時はたくさんあった）の多くは、アキュムレータがオーバードラフトになるまで減算し（「1回多く減算した」）、アキュムレータの値を回復させるために1回加算する。しかし、マーチャントには、アナログコンパレータのチェーンがあり、オーバードラフトを予測して、次の商の桁を準備するようになっていた。
マーチャント計算機の機構は、内部的には、同種の計算機とは多くの点で大きく異なっていた。洗練された（そして複雑な）機構により、他社製計算機に比べて計算速度の優位性を獲得していた。